# بوتیرامید
بوتیرامید (به انگلیسی: Butyramide) با فرمول شیمیایی C۴H۹NO یک ترکیب شیمیایی با شناسه پاب‌کم ۱۰۹۲۷ است. که جرم مولی آن ۸۷٫۱۲ g/mol می‌باشد. 